# Parabaena
Parabaena es un género con unas 19 especies de plantas de flores perteneciente a la familia Menispermaceae. Nativo del sur y este de Asia. 

## Especies seleccionadas
| - Parabaena amplifolia - Parabaena cincinnans - Parabaena denudata - Parabaena dielsii - Parabaena echinocarpa - Parabaena elmeri - Parabaena ferruginea - Parabaena heterophylla - Parabaena hirsuta - Parabaena megalocarpa | - Parabaena myriaditha - Parabaena myriantha - Parabaena oleracea - Parabaena philippinensis - Parabaena psilophylla - Parabaena racemosa - Parabaena sagittata - Parabaena scytophylla - Parabaena tuberculata |